# Henri Wassenbergh
Henry Abraham (Henri/Or) Wassenbergh (Hattem, 16 augustus 1924 - Hattem, 1 februari 2014) was een Nederlands jurist, die werkte voor de KLM.
Wassenbergh studeerde Nederlands recht (privaatrecht) aan de Universiteit van Amsterdam (afgestudeerd als meester in de rechten in 1947). Daarna studeerde hij internationaal recht in Parijs. In 1957 promoveerde hij aan de Universiteit Leiden met een proefschrift over luchtrecht Post-war international civil aviation policy and the law of the air. Leiden, 1957 (publ. Nijhoff).
Van 1950 tot 1989 werkte Wassenbergh voor de Nederlandse luchtvaartmaatschappij KLM.
Wassenbergh was buitengewoon hoogleraar in lucht- en ruimterecht aan de Universiteit Leiden van 1977 tot 1991.

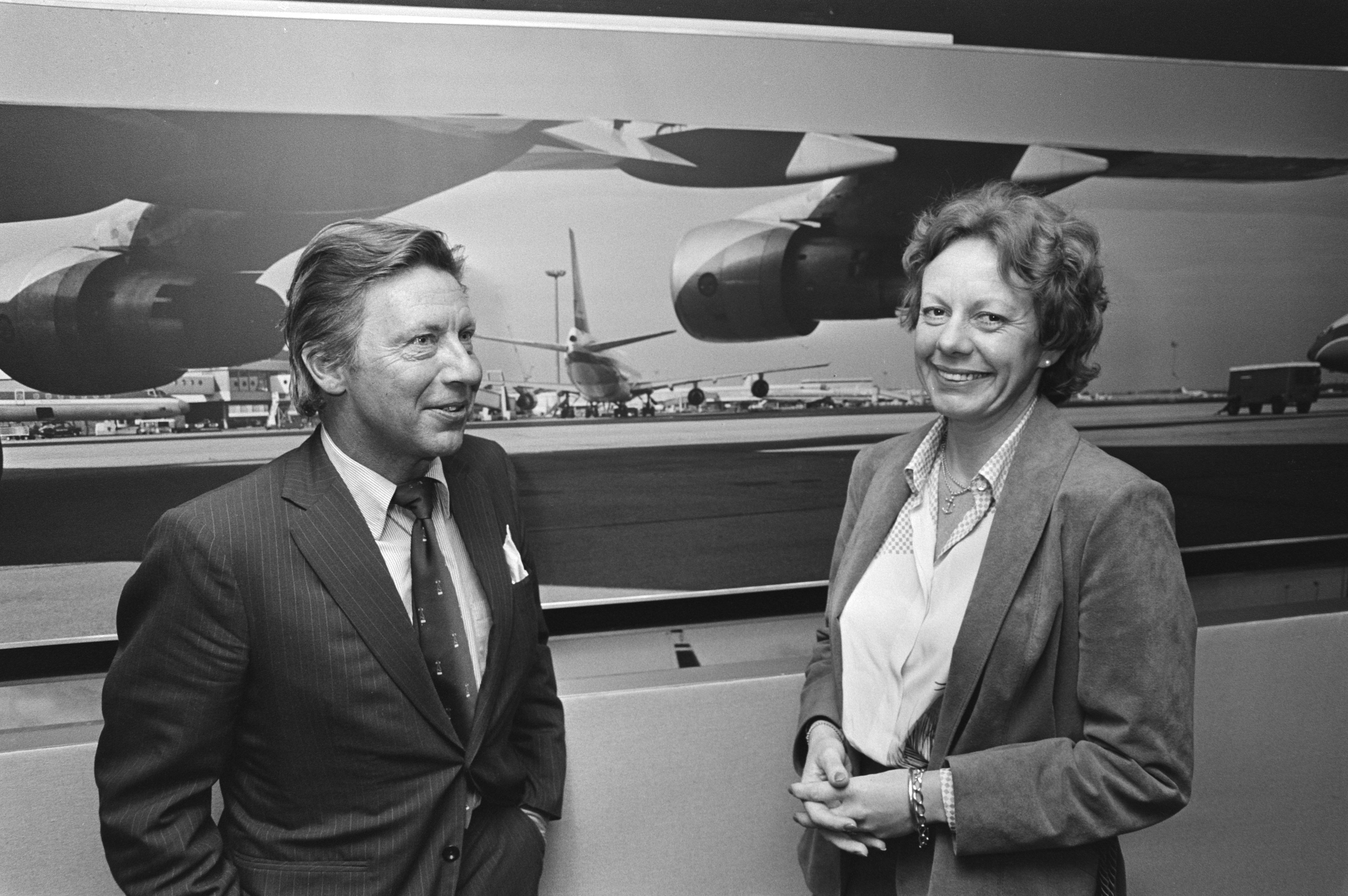
Wassenbergh met toenmalige staatssecretaris Smit-Kroes in 1981

Wassenbergh was actief in verschillende organisaties op het gebied van internationaal recht en lucht- en ruimtevaart. In verband hiermee kreeg hij verschillende officiële onderscheidingen, waaronder Officier in de Orde van Oranje-Nassau (NL, 1969), de Orde van Francisco de Miranda (Venezuela, 1972) en ridder in de Orde van de Nederlandse Leeuw (1989).
Naar hem is een planetoïde genoemd: 5756 Wassenbergh.